# Karl Gottlob Heymann
Karl Gottlob Heymann (* 26. Februar 1825 in Frankenstein; † 18. März 1905 in Großolbersdorf) war ein deutscher konservativer Politiker.

## Leben und Wirken
Heymann besuchte die Volksschule in Frankenstein, wo sein Vater ein Bauerngut besaß. Anschließend ging er an eine höhere Schule nach Freiberg, die er jedoch nach einem Jahr bereits wieder verließ. Bis 1854 bewirtschaftete er das väterliche Gut in Frankenstein, bevor er 1854 das Erb- und Lehngericht in Großolbersdorf, zu dem 39 ha Land gehörten, erwarb. Ab 1855 war er dort als Ortsrichter tätig, seit 1866 auch als Gemeindevorstand. Politisch engagierte er sich von 1873 bis 1891 als Abgeordneter des 33. ländlichen Wahlkreises in der II. Kammer des Sächsischen Landtags. Zudem war ab 1876 als Mitglied der Bezirksversammlung und des Bezirksausschusses der Amtshauptmannschaft Marienberg tätig.
Sein Sohn Theodor Heymann (1853–1936) übernahm 1878 das Erblehngerichtsgut in Großolbersdorf und gehörte von 1891 bis 1918 ebenfalls dem Sächsischen Landtag an. 1891 gründete er in Großolbersdorf eine Holzspielwarenfabrik.